# Suctobelbila tripartita
Suctobelbila tripartita är en kvalsterart som beskrevs av Balogh och Sandór Mahunka 1974. Suctobelbila tripartita ingår i släktet Suctobelbila och familjen Suctobelbidae. Inga underarter finns listade i Catalogue of Life.